# Fernand Clare
Fernand Clare, né Ferdinand Carracilly le 15 octobre 1911 à Honfleur et mort le 4 avril 1971 dans le 10e arrondissement de Paris, est un compositeur et musicien de jazz français.

## Biographie
Clare travaille d'abord sur la Côte d'Azur, notamment comme compagnon du pianiste américain Herman Chittison. Après une tournée avec Philippe Brun à travers la France et la Suisse, il reste avec Brun pour leur premiers enregistrements à Bâle. En 1941-1942, il est soliste avec The Lanigiros (enregistrements pour Columbia). Au printemps 1945, il rentre en France pour travailler comme arrangeur pour de grands ensembles. À Paris, il dirige un ensemble avec lequel il apparaît notamment à l'Olympia et enregistre pour le label Cantoria et Odeon plusieurs titres tels que Boogie Woogie ou Re Bop Dance. Dans son ensemble joue Georges Grenu. Pendant ces années, il est compositeur de chansons (Si tu le veux de Max Vany) et compositeur pour le film Chaleurs d'été (réalisé par Louis Félix, sorti en 1959).